# Chariodema subcostata
Chariodema subcostata är en skalbaggsart som beskrevs av Blanchard 1850. Chariodema subcostata ingår i släktet Chariodema och familjen Melolonthidae. Inga underarter finns listade i Catalogue of Life.